# Jean-Claude Cloët
Jean-Claude Cloët est un footballeur puis entraîneur français né le 11 juillet 1951 à Maresches dans le Nord. Il évolue au poste de défenseur latéral ou central du milieu des années 1970 au milieu des années 1980.
Formé à l'US Valenciennes-Anzin, il devient ensuite une des pièces maîtresse de l'AS Nancy-Lorraine et remporte avec cette équipe la Coupe de France en 1978.
Il devient ensuite directeur du centre de formation de l'AS Nancy-Lorraine et effectue une carrière d'entraîneur notamment à l'US Gravelines.

## Biographie

### Joueur
Jean-Claude Cloët commence le football en 1965 au sein de l'US Villers Pol puis, deux ans plus tard, intègre le FC Pont-sur-Sambre où il est remarqué, en 1969, par l'US Valenciennes Anzin. Après quatre ans de formation dans ce club, il fait ses débuts en équipe première lors de la saison 1973-1974 disputée en division 2.
Défenseur physique, il prend part à 10 matchs de championnat et en fin de saison, le club, qui termine deuxième du groupe A derrière le Lille OSC, dispute les barrages d’accession face au Paris SG. Dans ces rencontres qu'il ne dispute pas, l'axe central étant occupé par Claude Coumba et Jean-Pierre Kuskowiak, le club valenciennois s'incline sur le score de cinq à trois et reste en deuxième division. L'année suivante, le club remonte en division 1 après sa première place dans le groupe A. Dans le match des champions, l'USVA s'incline face à l'AS Nancy-Lorraine sur le score de quatre à zéro sur les deux rencontres. Lors de cette saison, Jean-Claude Cloët connaît sa première sélection en équipe de France amateur. Il est titularisé le 24 février 1975 dans l'axe central de la défense française pour affronter l'équipe d'Allemagne amateur. Les Français s'imposent sur le score de deux à zéro. En fin de contrat avec l'USVA, Jean-Claude Cloët reçoit alors des propositions du FC Metz et de l'AS Monaco mais, il préfère s'engager avec l'AS Nancy-Lorraine en raison de la présence de son frère à Nancy.
En début de saison, il dispute avec l'équipe de France amateurs, les Jeux méditerranéens, les Français atteignent la finale où ils sont battus par l'équipe d'Algérie, Jean-Claude Cloët ne dispute qu'une rencontre lors de cette compétition au poste d'arrière latéral en remplacement du titulaire Paul Marchioni. Après une première saison où il ne dispute que quinze rencontres, il devient titulaire au poste de latéral gauche en 1976. Menés par Michel Platini, les Nancéiens terminent à la quatrième place du championnat puis 6e l'année suivante. La même année, l'AS Nancy-Lorraine atteint la finale de la coupe de France en n'encaissant que deux buts en dix matchs. Opposés à l'OGC Nice, les Nancéiens s'imposent sur le score de un à zéro grâce à un but de Michel Platini à la 57e minute.
Au départ de Bernard Caron, il s'impose en défense centrale aux côtés de Carlos Curbelo et dispute la première campagne européenne de l'AS Nancy-Lorraine en 1979. Après une victoire face au Frem Copenhague, les Nancéiens sont éliminés en huitième de finale par le Servette Genève. Onzième en fin de saison, l'AS Nancy-Lorraine perd son maître à jouer Michel Platini et dispute les saisons suivantes dans la première partie du tableau. Avec ses coéquipiers, Jean-Claude Cloët participe de nouveau à une finale en juin 1982 en coupe d'été, compétition organisée par la Ligue de football professionnel lors de la Coupe du monde 1982. L'AS Nancy-Lorraine s'incline sur le score de trois à deux face au Stade lavallois. Il quitte le club nancéien sur cette finale après 199 matchs et 4 buts en division 1.
Jean-Claude Cloët rejoint en 1982, l'AS Cannes qui évolue en division 2. Il dispute deux saisons avec le club azuréen avant de rejoindre le CO Saint-Dizier en division 3. Le club termine deuxième du groupe Est à trois points du FC Chaumont et rate ainsi l'accession à l'échelon supérieur. Il met alors fin à sa carrière de joueur après vingt-sept rencontres pour un but marqué et retourne à l'AS Nancy-Lorraine pour prendre en charge le centre de formation et l'équipe B.

### Entraîneur
Jean-Claude Cloët reste trois ans à la tête du centre de formation du club nancéien avant de rejoindre en 1988 l'US Gravelines qui évolue en division d'honneur du Nord. Pour sa première saison, le club termine deuxième à un point de l'équipe réserve de USL Dunkerque. L'année suivante, les joueurs de Jean-Claude Cloët remportent le championnat avec huit points d'avance sur le deuxième et accède ainsi à la division 4. Le club confirme lors de la saison 1990-1991 en remportant le groupe A de division 4 avec la meilleure attaque et la deuxième meilleure défense. Après deux montées successives, l'US Gravelines est proche de monter en division 2 en terminant troisième du groupe Nord de division 3 en 1992 à quatre points de l'US Créteil. Neuvième du championnat en 1993, Jean-Claude Cloët quitte alors le club gravelinois pour signer au Calais RUFC, autre club de division 3.
Il ne reste qu'une saison au CRUFC qu'il quitte sur une huitième place dans le groupe A de National 2. Après une année sabbatique, il rejoint en 1995 le Lille OSC comme conseiller technique. Après une saison à ce poste, il reste sans emploi pendant un an avant d'être engagé comme adjoint de Moussa Bezaz à la SAS Épinal en 1997-1998. En fin de saison, le club spinalien doit déposer son bilan et Jean-Claude Cloët se retrouve de nouveau sans club. En 1999, il devient directeur technique de l'Étoile filante bastiaise et exerce ce poste jusqu'en 2003.
En 2003, il est appelé par Ladislas Lozano pour devenir son adjoint au Stade de Reims qui vient de descendre en National et il signe un contrat de deux ans. Lozano déclare alors à propos de son adjoint, « Son contrat est calqué sur le mien. Nous allons former un binôme. Il m'aidera dans la préparation de l'équipe. Je suis le responsable technique de l'équipe pro, mais je tiendrai compte des discussions que j'aurai avec lui. Son avis sera toujours précieux. Je souhaite que l'on fonctionne dans le respect et la confiance ». Le Stade remporte le championnat National en fin de saison et retrouve la ligue 2 un an après l'avoir quitté. La saison suivante, le club rémois fait un bon début de saison puis enchaîne les contre-performances et en avril 2005, Ladislas Lozano est démis de ses fonctions, Jean-Claude Cloët devenant alors entraîneur en chef. Il réussit à relancer l’équipe et à obtenir le maintien en ligue 2 lors de la dernière journée du championnat mais, il n'est pas conservé à son poste, Thierry Froger lui succédant.
Jean-Claude Cloët retrouve un poste d'entraîneur en octobre 2005 à l'AS Vescovato/Folelli, club de division d'honneur de la ligue Corse en remplacement de Paul Squaglia. Il rejoint ensuite l'AS de la Costa Verde, toujours en Haute-Corse pour une saison avant d'entraîner en 2009-2010 la réserve du Gallia Club de Lucciana.

## Palmarès
Jean-Claude Cloët dispute 199 rencontres pour 4 buts marqués en division 1 et 66 matchs en division 2 pour 2 buts inscrits. Avec l'US Valenciennes-Anzin, il est vainqueur du groupe A et vice-champion de France de division 2 en 1975. Sous les couleurs nancéiennes, il remporte la Coupe de France en 1978 avec l'AS Nancy-Lorraine et finaliste de la Coupe d'été en 1982.
Avec l'équipe de France amateur, il est médaille d'argent des Jeux méditerranéens en 1975.
Comme entraîneur, il remporte le championnat de division d'honneur du Nord en 1990 puis, en 1991, le groupe A de division 4 avec l'US Gravelines.

## Statistiques
Le tableau ci-dessous résume les statistiques en match officiel de Jean-Claude Cloët durant sa carrière de joueur professionnel.
| Saison                | Club                  | Championnat           | Championnat | Championnat | Coupe(s) nationale(s) | Coupe(s) nationale(s) | Compétition(s) continentale(s) | Compétition(s) continentale(s) | Compétition(s) continentale(s) | Total | Total |
| Saison                | Club                  | Division              | M.          | B.          | M.                    | B.                    | Comp.                          | M.                             | B.                             | M.    | B.    |
| 1973-1974             | US Valenciennes-Anzin | Division 2            | 10          | 0           | 1                     | 0                     | -                              | -                              | -                              | 11    | 0     |
| 1974-1975             | US Valenciennes-Anzin | Division 2            | 12          | 0           | 4                     | 0                     | -                              | -                              | -                              | 16    | 0     |
| 1975-1976             | AS Nancy-Lorraine     | Division 1            | 15          | 0           | -                     | -                     | -                              | -                              | -                              | 15    | 0     |
| 1976-1977             | AS Nancy-Lorraine     | Division 1            | 36          | 0           | 1                     | 0                     | -                              | -                              | -                              | 37    | 0     |
| 1977-1978             | AS Nancy-Lorraine     | Division 1            | 36          | 1           | 10                    | 0                     | -                              | -                              | -                              | 46    | 1     |
| 1978-1979             | AS Nancy-Lorraine     | Division 1            | 20          | 0           | 4                     | 0                     | C2                             | 3                              | 0                              | 27    | 0     |
| 1979-1980             | AS Nancy-Lorraine     | Division 2            | 33          | 1           | 1                     | 0                     | -                              | -                              | -                              | 34    | 1     |
| 1980-1981             | AS Nancy-Lorraine     | Division 1            | 25          | 0           | 5                     | 0                     | -                              | -                              | -                              | 30    | 0     |
| 1981-1982             | AS Nancy-Lorraine     | Division 1            | 34          | 2           | 5                     | 1                     | -                              | -                              | -                              | 39    | 3     |
| 1982-1983             | AS Cannes             | Division 2            | 17          | 1           | 1                     | 0                     | -                              | -                              | -                              | 18    | 1     |
| 1983-1984             | AS Cannes             | Division 2            | 27          | 1           | 6                     | 0                     | -                              | -                              | -                              | 33    | 1     |
| Total sur la carrière | Total sur la carrière | Total sur la carrière | 265         | 6           | 38                    | 1                     | -                              | 3                              | 0                              | 306   | 7     |